# Jeu vidéo au Japon

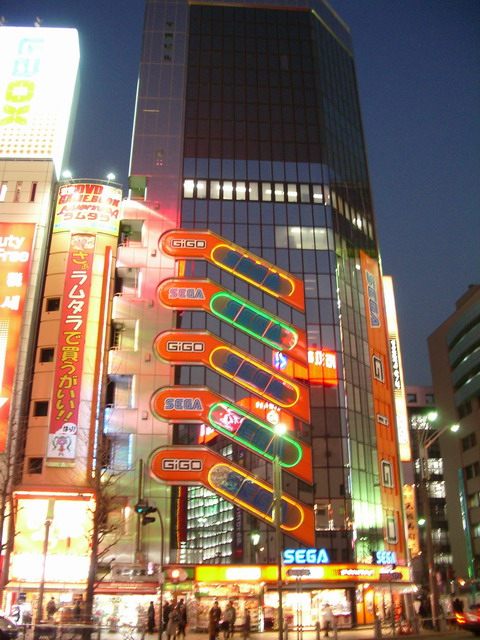
Salle d'arcade GiGO Akihabara, Tokyo

Le jeu vidéo au Japon est une industrie majeure. On fait communément correspondre le développement de cette industrie au Japon à l'âge d'or des jeux vidéo en général. Des compagnies comme Nintendo, Sega, Sony Computer Entertainment ainsi que Taito, Namco, Capcom, Square Enix, Konami, NEC et SNK figurent parmi les grands noms qui ont marqué le secteur.
Le jeu vidéo au Japon est connu pour ses catalogues issues de grand éditeurs, qui ont tous concouru sur les marchés des consoles de jeux vidéo et des salles d'arcade à divers point. Nintendo, un ancien vendeur de carte hanafuda, prends de l'importance dans les années 1980 avec la sortie de sa console de jeu vidéo Famicom, qui devient un hit majeur, connu sous le nom de Nintendo Entertainment System ou "NES" à l’international. Sony, déjà l'un des plus grands fabricants d'électronique au monde, est entré sur le marché en 1994 avec la PlayStation, l'une des premières consoles de salon à proposer des graphismes 3D, s'affirmant comme un éditeur majeur dans du marché. Shigeru Miyamoto reste internationalement reconnu comme un « père du jeu vidéo » et est à ce jour le seul développeur de jeux à recevoir la plus haute distinction civile japonaise pour les artistes, le 文化功労者 bunka kōrōsha ou Personne de Mérite Culturel.
La culture d'arcade est une influence majeure chez les jeunes Japonais, Akihabara étant un lien majeur de la soi-disant culture otaku au Japon, qui possède un fort lien avec les jeux vidéo. Le jeu de rôle japonais est un genre de jeu issu du Japon mais qui reste populaire tant au niveau national qu'international, avec des titres comme Final Fantasy et Dragon Quest se vendant à des millions d'exemplaires. Le pays compte environ 67,6 millions de joueurs en 2018.

## Historique

### Contexte
En 1966, Sega introduisit un jeu électronique nommé Periscope (en), un simulateur de sous-marin qui utilisait des lumières et vagues en plastique pour simuler le naufrage d’un navire depuis un sous-marin. Le simulateur devint un succès instantané au Japon, en Europe et aux États-Unis, où il était le premier jeu d’arcade à coûter un quart de dollar américain par partie, ce qui deviendra le prix standard pour des jeux d’arcades dans les années à venir.
Sega produisit ensuite des jeux de tir qui utilisaient une image de projection arrière, de manière similaire à celle employée pour les anciens zootropes pour produire des images animées sur un écran. Le premier de ces jeux, le jeu de tir Duck Hunt, apparut en 1969; il comprenait des cibles animées mouvantes sur un écran, imprimait le score du joueur sur un ticket et possédait des effets sonores dont le volume était réglable. Une autre parution en 1969 chez Sega, Missile, un shooter, comprenait des sons électroniques et une bande mouvante pour représenter les cibles sur un écran de projection.

### Des années 1970 au début des années 1980
Le premier jeu vidéo d'arcade, Pong de Atari, fut lancé aux États-Unis en 1972, et mena à la création par de nouveaux fabricants américains de leurs propres jeux d'arcade pour surfer sur la vague. Plusieurs de ces fabricants avaient des partenaires au Japon, et ces entreprises japonaises purent ainsi se tenir au courant de cette nouvelle technologie, ce qui eut pour résultat que plusieurs fabricants japonais de cabinets électroniques fonctionnant avec des pièces à s'intéresser également au marché du jeu d'arcade. Taito et Namco furent parmi les pionniers des jeux d'arcade au Japon, d'abord en distribuant des jeux américains, puis en développant leurs propres jeux. Nintendo, qui à l'époque fabriquait principalement des jeux traditionnels et électroniques, fit également son apparition sur le marché du jeu d'arcade à la fin des années 1970.
Comme ce fut le cas aux États-Unis, un grand nombre de jeux japonais d'arcade clonaient simplement le gameplay d'un titre populaire pour en dériver un nouveau jeu. Cependant, ces jeux développés aux Japon firent aussi naître plusieurs nouveaux concepts, qui rencontrèrent le succès à la fois au Japon et, sous des versions sous licence, aux États-Unis, comme ce fut le cas des jeux Taito Speed Race et Gun Fight en 1975. En particulier, la version américaine par Midway Games de Gun Fight fut le premier jeu d'arcade utilisant un microprocesseur plutôt que des composants électroniques séparés. Le jeu Sega de boxe en noir et blanc Heavyweight Champ (sorti en 1976) fut le premier jeu vidéo de combat. Parmi les premiers jeux d'infiltration on compte les jeux de Hiroshi Suzuki Manbiki Shounen (1979), et Manbiki Shoujo (1980), le Lupin III de Taito (1980), et 005 de Sega (1981).

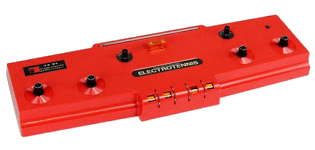
Le TV Tennis Electrotennis de Epoch, la première console de salon du Japon.

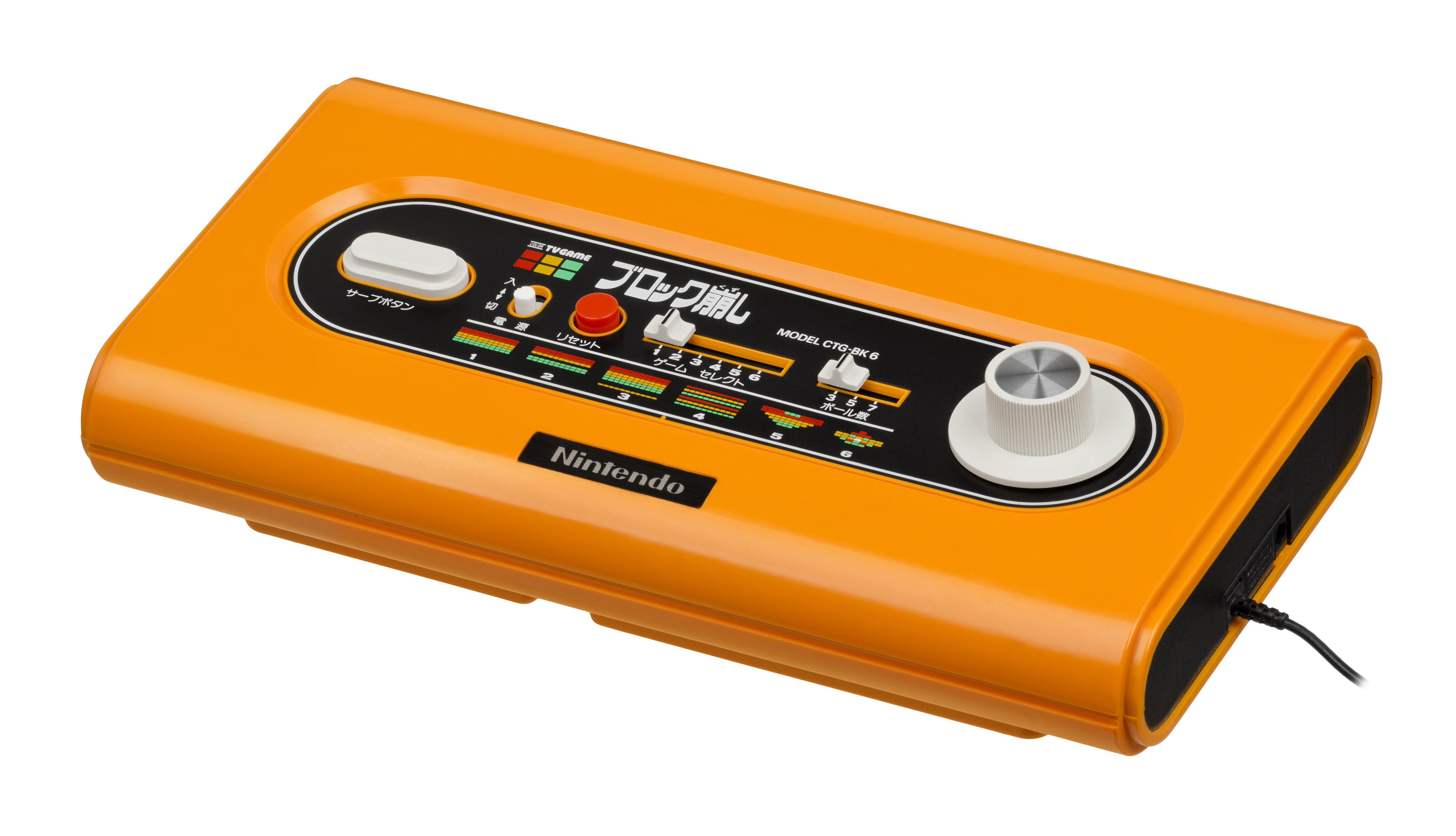
Le jeu Burokku Kuzushi (un casse-briques) pour Color TV-Game.

Indépendamment, la première console de jeu vidéo de salon, la Magnavox Odyssey, sortit aux États-Unis en 1971, pour laquelle l'accessoire du pistolet optique fut fabriqué en partenariat avec Nintendo ; et Atari commença à distribuer des versions "console de salon" de Pong en 1975. La première console de salon au Japon fut la TV Tennis Electrotennis de Epoch. Elle fut suivie de la première console japonaise à rencontrer le succès, la Color TV-Game de Nintendo, en 1977, créée en partenariat avec Mitsubishi Electronics. De nombreuses autres consoles de salon furent développées en majorité par des fabricants de télévision, et ces systèmes furent vite appelés TV geemu ou terebi geemu au Japon.

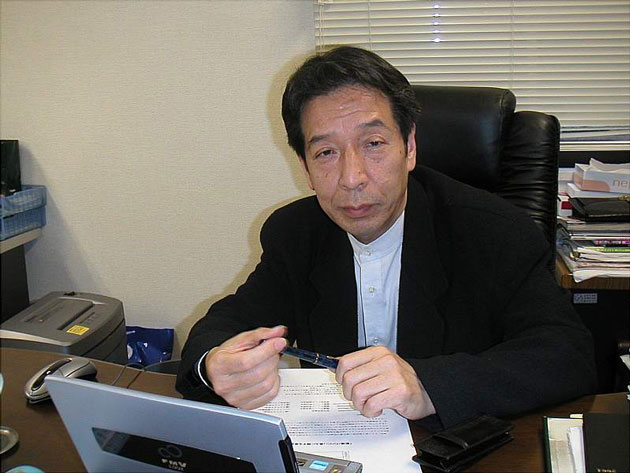
Tomohiro Nishikado, créateur du jeu de tir Space Invaders.

La sortie en arcades en 1978 de Space Invaders constitua le premier succès de grande envergure pour le jeu vidéo au Japon. Créé par Nishikado pour la Taito Corporation, Space Invaders plaçait le joueur contre de nombreux ennemis descendant du haut de l'écran de plus en plus vite. Le jeu utilisait des créatures extraterrestres inspirées par La Guerre des mondes (de H. G. Wells) car les développeurs n'arrivèrent pas à retranscrire les mouvements d'un vaisseau ; et les extraterrestres remplacèrent des ennemis humains car la Taito Corporation s'inquiétait de la moralité de représenter des meurtres d'humains. Tout comme les shoot 'em ups qui suivirent à l'époque, le jeu se déroulait dans l'espace car la technologie de l'époque ne permettait qu'un fond noir. Le jeu introduit également le concept de donner des "vies" au joueur. Il popularisa un style de gameplay plus interactif, avec les ennemis répondant au mouvement du canon contrôlé par le joueur, et fut le premier jeu vidéo à populariser le concept d'un high score,,, car ce fut le premier à sauvegarder le score du joueur. Les extraterrestres de Space Invaders répliquent et tirent vers le protagoniste, les premières cibles de jeu d'arcade à le faire. Le jeu créa le moule du genre shoot 'em up, et a eu un impact sur la plupart des jeux de tir créés par la suite.

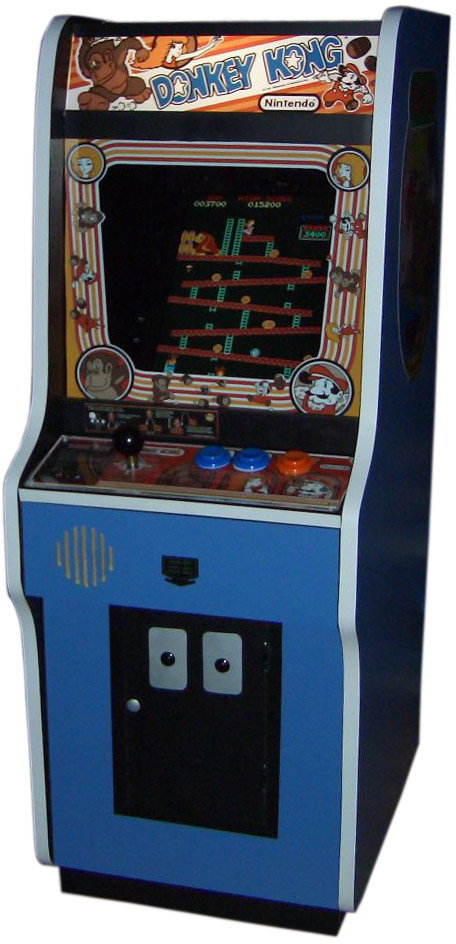
Borne d'arcadeDonkey Kong

Ce Space Invaders de Taito fut donc le premier jeu vidéo d'arcade à grand succès, en 1978. Son succès représente le début de l'âge d'or des jeux vidéo d'arcade. Les salles d'arcade apparurent dans les centres commerciaux, ainsi que des espaces dédiés à l'arcade dans des restaurants, des épiceries, des bars, et des cinémas partout au Japon et dans d'autres pays vers la fin des années 1970 et début des années 1980. Des jeux comme Space Invaders (1978), Galaxian (1979), Pac-Man (1980) et Bosconian (1981) étaient particulièrement populaires. En 1981, l'industrie du jeu vidéo d'arcade était évaluée à 8 milliards de dollars (l'équivalent de 23,8 milliards de dollars de 2021). Certains jeux de cette époque eurent tellement de succès qu'ils entrèrent dans la culture populaire ; le premier à le faire fut Space Invaders. Le jeu rencontra un si grand succès lors de sa sortie en 1978 qu'une légende urbaine circulait qu'il était responsable d'une pénurie de pièces de 100 yen à l'échelle du Japon, et que la production de ces pièces fut augmentée pour subvenir à la demande induite par le jeu, (en réalité, la production de pièces de 100 yen fut plus basse en 1978 et 1979 que les années d'avant ou d'après,, et cette légende ne fait aucun sens, car les opérateurs allaient bien évidemment déposer les pièces à la banque, ce qui remettrait les pièces en circulation). Les bornes de ces jeux vidéo japonais se vendaient également par dizaines de milliers, comme Ms. Pac-Man (plus de 115 000 bornes vendues), Donkey Kong (plus de 60 000), Galaxian (40 000), Donkey Kong Jr. (35 000), et Mr. Do! (30 000).
D'autres jeux d'arcade japonais proposèrent de nouveaux concepts qui devinrent fondamentaux dans le jeu vidéo. L'utilisation de graphismes en couleur et les ennemis individualisés furent considérés comme des "concepts forts pour l'évolution" des jeux de tir dans l'espace. Galaxian, de Namco (1979), fut le premier à utiliser des sprites animés multicolores. La même année, le premier shoot 'em up de SNK, Ozma Wars, fut le premier jeu d'action avec une réserve d'énergie, sous forme d'une barre de vie, une mécanique devenue répandue dans la majorité des jeux d'action modernes. Le jeu comportait aussi des scrollings verticaux pour l'arrière-plan et les ennemis.

### Des années 1980 au début des années 2000

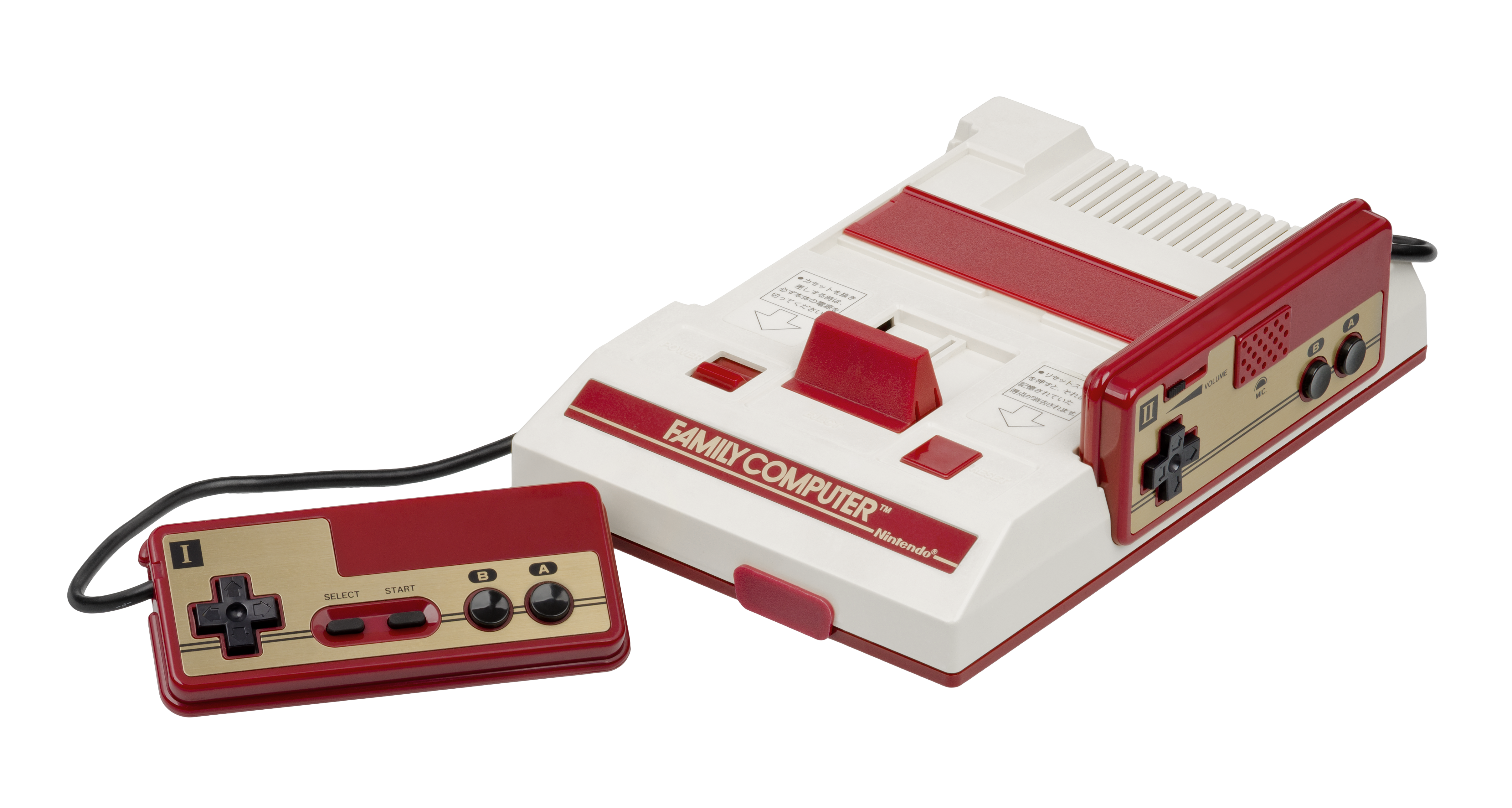
La Family Computer (couramment nommée Famicom)

Entre 1980 et 1991, Nintendo produisit une gamme de jeux électroniques de poche sous le nom Game & Watch. Leur création est l'œuvre du concepteur de jeux vidéo Gunpei Yokoi. Chaque Game & Watch contient un unique jeu qui se joue sur un écran LCD. Ce fut le premier produit Nintendo à rencontrer un grand succès.
Mega Man, connu sous le nom de Rockman (ロックマン, Rokkuman) au Japon, est une série de jeux vidéo japonaise de science-fiction, dont le personnage principal est une série de robots tous portant le nom "Mega Man". "Mega Man", qui sortit sur la Nintendo Entertainment System en 1987, fut le premier opus d'une série qui comporte désormais plus de 50 jeux sur plusieurs systèmes. Au 31 mars 2021 on estimait que cette série de jeux s'était vendue à 36 millions d'exemplaires dans le monde.
Scramble de Konami, sorti en 1981, est un jeu de tir à défilement horizontal automatique. Ce fut le premier jeu de tir à défilement avec plusieurs niveaux différents,. Les jeux de tir à défilement vertical apparurent à la même époque. Xevious, de Namco, sorti en 1982, est souvent cité comme le premier jeu de tir à défilement vertical ; même s'il y eut en réalité quelques prédécesseurs dans ce genre, il est considéré comme l'un de ceux qui a eu le plus d'impact.
Le premier jeu de plates-formes à utiliser des graphismes avec défilement fut Jump Bug (1981), un simple jeu de plates-formes et de tir développé par Alpha Denshi.
L'industrie du jeu vidéo nord-américain fut dévastée par le Krach du jeu vidéo de 1983, mais au Japon, il s'agit plutôt une surprise pour les développeurs, et cet évènement est connu au Japon sous le nom de "choc de Atari". Après le crash du marché du jeu vidéo, les analystes doutèrent du potentiel à long terme de l'industrie du jeu vidéo. Au même moment, après une série de succès dans les arcades au début des années 1980, Nintendo démarra le projet de créer une console à cartouches appelée la Famicom, contraction de Family Computer. Masayuki Uemura conçut le système,. La console sortit le 15 juillet 1983, avec 3 portages de jeux vidéo Nintendo qui avaient rencontré le succès en salles d'arcade, Donkey Kong, Donkey Kong Jr. et Popeye. La Famicom connut un démarrage poussif ; des composants défectueux causaient des crash sur la première version du système. Après un rappel de produit et la sortie d'une nouvelle version avec une nouvelle carte mère, la popularité de la Famicom grimpa en flèche, faisant d'elle la console la plus vendue du Japon dès fin 1984. En 1988, les observateurs de l'industrie déclarèrent que la popularité de la NES avait grandi tellement vite que le marché des cartouches Nintendo était plus grand que celui des programmes pour micro-ordinateurs,. À la mi-1986, 19 % (6,5 millions) des foyers japonais avaient une Famicom ; un tiers à la mi-1988. En juin 1989, le vice-président marketing de Nintendo of America, Peter Main, déclara que la Famicom était présente dans 37 % des foyers japonais. En fin de compte, plus de 60 millions de NES ont été vendues dans le monde. En 1990 Nintendo surpassa Toyota pour devenir la plus grande entreprise japonaise,.
Étant donné que la NES sortit après le "crash de l'industrie vidéoludique" du début des années 1980, beaucoup de magasins et d'adultes pensaient que les jeux vidéo étaient une mode qui allait s'estomper, et beaucoup pensaient au départ que l'intérêt pour la NES allait disparaître. Avant la NES/Famicom, Nintendo était connu comme un fabricant japonais avec un succès modeste dans le domaine des jouets et des cartes à jouer, mais la popularité de la NES/Famicom aida l'entreprise à devenir un nom reconnu à l'international, représentant le jeu vidéo comme Atari avant elle, et initia la suprématie du Japon dans l'industrie du jeu vidéo. Avec la NES, Nintendo changea également la relation entre fabricants de console et développeurs externes de jeux en forçant les développeurs à obtenir leur accord avant de pouvoir publier et distribuer un programme. Ceci mena à une amélioration de la qualité des titres, et donc un changement d'attitude chez le public, qui avait été échaudé par les jeux mal faits pour les générations précédentes de systèmes informatiques. Les contraintes matérielles du système menèrent à des principes de conception qui influencent toujours le développement des jeux vidéo modernes. De nombreuses séries et franchises de jeux vidéo démarrèrent sur NES, comme les séries Nintendo Super Mario Bros., The Legend of Zelda et Metroid, la série Mega Man de Capcom, les Castlevania de Konami, les Final Fantasy de Square, et la série Dragon Quest de Enix.
Après la sortie de la Famicom / Nintendo Entertainment System, l'industrie mondiale du jeu vidéo commença à se remettre, avec des ventes annuelles de plus de 2,3 milliards de dollars en 1988, avec 70% du marché dominé par Nintendo. En 1986, le président de Nintendo Hiroshi Yamauchi déclara que "Atari s'était effondré car ils avaient donné trop de latitude aux développeurs tiers et le marché était saturé de jeux bons pour la poubelle". En réponse, Nintendo limita le nombre de jeux que les développeurs tiers pouvaient sortir chaque année, et mit l'accent sur son "cachet de la qualité" ("Seal of Quality"), dont il autorisait l'utilisation sur les jeux et les périphériques des éditeurs qui répondaient aux standards de qualité Nintendo.
Les premiers micro-ordinateurs personnels japonais apparurent tôt, le Sord M200 en 1977 et le Sharp MZ-80K en 1978. Au Japon, les ordinateurs devinrent aussi un marché majeur ; les consoles étaient dominées par Nintendo, mais les ordinateurs étaient dominés par les modèles de NEC PC-88 (1981) et PC-98 (1982). Une différence majeure entre les ordinateurs japonais et occidentaux de l'époque était la résolution des écrans, : les systèmes japonais utilisaient une résolution plus grande, 640x400, pour pouvoir afficher des caractères japonais , ce qui affectait également le game design et ouvrait la porte à des graphismes plus détaillés. Les ordinateurs japonais utilisaient également des puces et cartes son Yamaha pour la synthèse FM et ce dès le début des années 1980. À l'époque des 16-bits, le PC-98, le Sharp X68000 et le FM Towns devinrent populaires au Japon. Le X68000 et le FM Towns pouvaient produire des sprites et une qualité sonore quasiment au niveau de ceux produits par les bornes d'arcade dès leur sortie dans la deuxième moitié des années 1980.
La série Wizardry (traduite par ASCII Entertainment) devint plus populaire et eut plus d'impact au Japon que dans son pays d'origine. Les développeurs japonais créèrent le sous-genre de l'action RPG au début des années 1980, en combinant des éléments de RPG avec des éléments des genres arcade d'action et d'action-aventure. Le fait de combiner des éléments de jeux de rôle avec des mécanismes d'action de type arcade fut popularisé par The Tower of Druaga, un jeu d'arcade de Namco sorti en juin 1984. Même si les éléments RPG de Druaga étaient très subtils, son succès au Japon inspira le développement simultané de 3 jeux pionniers de l'action RPG, qui combinaient le gameplay hack-and-slash en temps réel avec des mécanismes de RPG plus marqués ; ces trois titres, Dragon Slayer, Courageous Perseus, et Hydlide, sortirent tous les trois fin 1984. Une rivalité se développa entre ces trois jeux, et Dragon Slayer et Hydlide continuèrent leur rivalité dans les jeux qui suivirent. The Tower of Druaga, Dragon Slayer et Hydlide jetèrent les fondations du genre action RPG au Japon, influençant des jeux comme Ys et The Legend of Zelda,.
Le jeu d'Action-RPG Hydlide (1984) était un des premiers exemples de jeux à monde ouvert, où l'exploration de l'environnement était encouragée et récompensée. Hydlide influença The Legend of Zelda (1986), un jeu fondateur du genre "monde ouvert",. Zelda était basé sur un monde ouvert vaste et cohérent, ce qui inspira de nombreux jeux par la suite.
Bokosuka Wars (1983) est considéré comme un prototype du genre stratégie en temps réel (RTS). Herzog de TechnoSoft (1988) est désigné comme un précurseur du RTS, étant le prédécesseur de Herzog Zwei et étant plutôt similaire à ce dernier. Mais c'est Herzog Zwei, sorti sur Sega Mega Drive/Genesis en 1989, qui est reconnu comme étant le plus vieux jeu avec un gameplay et des fonctionnalités qui correspondent à la définition moderne du RTS,.
On attribue à Karate Champ de Data East, sorti en 1984, la paternité et popularisation du genre du jeu de combat en un contre 1 ; le jeu inspira plus tard Yie Ar Kung-Fu de Konami (1985). Street Fighter de Capcom (1987), inaugura le concept de coups spéciaux qui ne pouvaient être découverts qu'en explorant les combinaisons de touches. Street Fighter II (1991) instaura les conventions du jeu de combat, et permit aux joueurs de jouer l'un contre l'autre.
En 1985, le jeu de Sega AM2 Hang-On, conçu par Yu Suzuki et tournant sur le hardware de Sega Space Harrier, fut le premier circuit intégré par Sega de la famille "Super Scaler" qui permettait des effets pseudo-3D de redimensionnement de sprites à un grand nombre d'images par seconde. La technique de redimensionnement pseudo-3D de sprites/tuile se retrouva ensuite appliquée aux textures des jeux 3D à polygones des années 1990. Conçue par Yu Suzuki de Sega AM2, il déclara que ses « modèles étaient toujours en 3D depuis le début. Tous les calculs du système étaient en 3D, même pour Hang-On. Je calculais la position, l'échelle, et le taux de zoom en 3D et je revenais ensuite à la 2D. Donc je pensais toujours en 3D ». La borne d'arcade ressemblait à une moto, et le joueur contrôlait le jeu en penchant la moto avec son corps. Ce fut alors le début de la mode "Taikan", avec de nombreuses bornes d'arcade basées sur des systèmes hydrauliques contrôlés par le mouvement, avec de nombreux exemples de tels jeux à la fin des années 1980, plus de vingt ans avant que les contrôles basés sur le mouvement connaissent leur heure de gloire sur consoles.
Space Harrier, de Sega, un jeu de tir sur rails sorti en 1985, repoussa les limites graphiques de l'époque, et sa pléthore de variations sur plusieurs niveaux offrait plus de défis qu'un simple high score aux joueurs. En 1985, il y eut aussi la sortie de Gradius par Konami, qui donnait aux joueurs plus de contrôle sur le choix des armements, ce qui ajoutait une couche supplémentaire de stratégie. Le jeu fut également le premier à exiger des joueurs qu'ils mémorisent les niveaux pour avancer un tant soit peu. Gradius, et son protagoniste culte, devint le mètre étalon du shoot 'em up à défilement horizontal, et lança une série qui s'étendit sur de nombreux épisodes. L'année suivante marque la sortie d'une des séries les plus connues de Sega, Fantasy Zone. Le jeu fut acclamé par la critique pour ses graphismes surréalistes et son personnage principal, Opa-Opa, devint un temps la mascotte officieuse de Sega. Le jeu empruntait à Defender le principe de permettre au joueur de contrôler la direction de vol, et il constitue avec TwinBee (sorti un peu avant, en 1985) un des premiers exemples du sous-genre "cute 'em up".
Hydlide II: Shine of Darkness (1985) comporte l'une des premières jauges de moralité, et le joueur pouvait avoir un alignement "juste", "normal", ou "méchant", alignement changeant selon que le joueur tue des monstres malfaisants, des monstres gentils, ou des humains, ceci affectanr également les réactions des villageois vis-à-vis du joueur. La même année, Yuji Horii et son équipe à Chunsoft démarrèrent la production de Dragon Quest (Dragon Warrior).Après sa publication par Enix début 1986, le jeu devint le modèle pour le genre RPG sur console. L'intention de Horii pour Dragon Quest était de créer un RPG qui plairait à un public plus large, qui ne connaîtrait pas bien le genre ou même le jeu vidéo en général. Ceci passa par la création d'un nouveau genre de RPG, qui ne s'appuyait pas sur les règles Donjons & Dragons, ne demandait pas de passer des centaines d'heures dans des combats répétitifs, et pourrait plaire à tous types de joueurs. Le gameplay épuré de Dragon Quest rendit ainsi le jeu plus accessible que les jeux vidéo de rôle précédents. Le jeu donnait aussi plus d'importance sur l'aspect narratif et l'implication du joueur sur un plan émotionnel, allant plus loin que le jeu précédent de Horii Portopia Serial Murder Case, en mettant en scène des personnages passant à l'âge adulte avec lesquels les joueurs pourraient s'identifier, et en représentant cet aspect à l'aide du gameplay de RPG avec passage au niveau supérieur. Le jeu comportait également des éléments qui sont toujours présents dans la plupart des RPG sur console, comme le fait de mélanger des mini-quêtes avec les quêtes principales, un système de magie par niveaux, une demoiselle en détresse, et des éléments de romance (thèmes que l'on rencontre souvent dans ce genre), tout cela aux côtés de graphismes de style anime par Akira Toriyama et une bande originale aux accents classiques par Koichi Sugiyama qui fut considérée comme une révolution pour la musique de jeu vidéo sur consoles. Dragon Quest devint extrêmement populaire au Japon, tant et si bien que des municipalités furent forcées de mettre en place des restrictions sur quand et où le jeu pouvait être vendu ; la série Dragon Quest est toujours considérée comme un baromètre du marché du jeu vidéo japonais.
Les shoot 'em up avec des personnages se déplaçant à pied, au lieu de vaisseaux, devinrent populaires vers le milieu des années 1980 en même temps que les films d'action comme Rambo 2. Les origines du genre sont à aller chercher dans Sheriff de Nintendo, sorti en 1979. Front Line (Taito, 1982) fut le premier avec un scrolling vers le haut, concept popularisé par la suite par Commando (Capcom, 1985), et Ikari Warriors (SNK, 1986). Commando fut comparé à Rambo et les critiques contemporaines considéraient que le thème militaire et les protagonistes similaires à Rambo ou Schwarzenegger étaient centraux au genre du shoot 'em up, par opposition au genre d'action-aventure. En 1986, Arsys Software sortit WiBArm, un jeu de tir / RPG qui alternait entre une vue 2D avec défilement pour les phases extérieures, et une vue en 3D polygonale et en troisième personne à l'intérieur des bâtiments, tandis que les combats de boss se déroulaient dans une arène en 2D ; le jeu avait également de nombreuses armes et équipements, ainsi qu'une mini-carte qui se remplissait automatiquement.
La période de la fin des années 1980 / début des années 1990 est considérée comme l'âge d'or du jeu vidéo sur ordinateurs au Japon, qui prospéra jusqu'à son déclin vers le milieu de la décennie 90, moment où les consoles finirent par dominer le marché japonais. WiBArm est un jeu particulièrement notable de l'époque, le premier RPG avec des graphismes polygonaux en 3D. Il fut publié par Arsys Software sur PC-88 en 1986, puis porté sur MS-DOS et publié en Occident par Brøderbund. Au contraire des RPG à la première personne de l'époque, dans lesquels ont ne pouvait tourner que de 90 degrés, les polygones en 3D de WiBArm permettaient un mouvement bien plus libre.

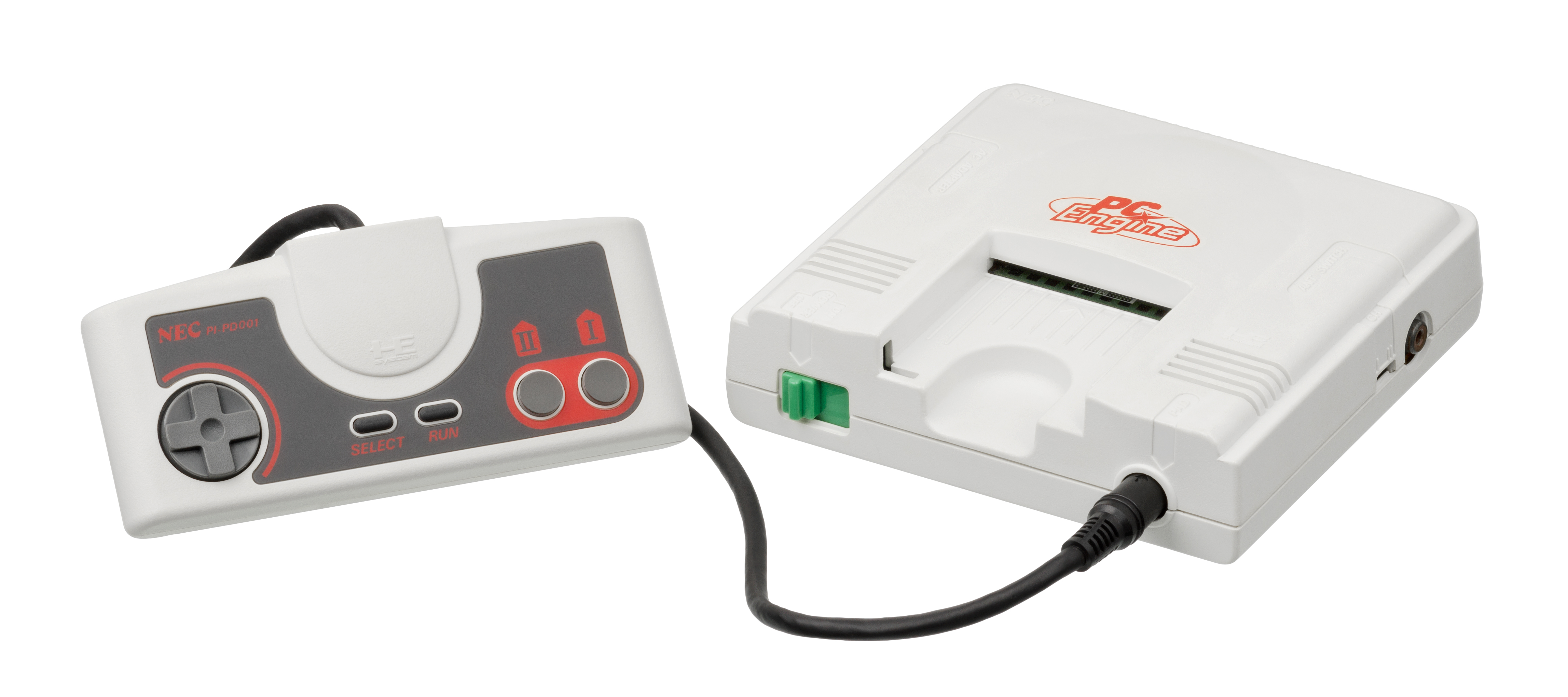
La PC Engine, sortie en 1987.

Le 30 octobre 1987, la PC Engine sortit sur le marché japonais et connut un succès retentissant. La console avait un design élégant et qui attirait l'œil, et était très petite par rapport à la compétition. La PC-Engine, ou TurboGrafx-16 dans le reste du monde, était le fruit d'une collaboration entre Hudson Soft, créateur de jeux vidéo, et NEC, une compagnie importante qui dominait le marché des ordinateurs personnels japonais avec leurs PC-88 et PC-98.
R-Type, un shoot 'em up à défilement horizontal acclamé par la critique, développé par Irem, et sorti en 1987, avait un scrolling plus lent qu'à l'accoutumée, et ses niveaux difficiles demandaient des stratégies méthodiques. Raiden, en 1990, est une autre série de jeu qui démarra et rencontra le succès à cette période. En 1987, le 3-D WorldRunner de Square était un jeu de tir en 3D stéréoscopique en vue à la troisième personne, suivi la même année par sa suite JJ, et l'année suivante par Space Harrier 3-D qui utilisaient les lunettes SegaScope à obturation LC. Également en 1987, Konami créa Contra, un jeu d'arcade noté en particulier pour le système de visée multidirectionnel et le gameplay coopératif à deux joueurs.
Digital Devil Story: Megami Tensei de Atlus pour la Nintendo Famicom abandonna les atmosphères classiques de fantasy médiévale / heroic fantasy , optant pour un cadre moderne et des thématiques de science-fiction et d'horreur. Il introduisit également des mécanismes pour attraper des monstres via son système pour commander des démons, qui permettait au joueur de recruter des ennemis dans son équipe au moyen d'un système de conversation qui donnait le choix au joueur de tuer ou épargner un ennemi et permettait de démarrer une conversation avec n'importe quel ennemi. Le premier Phantasy Star de Sega pour la Master System mariait science-fiction et fantasy, se démarquant des univers type Donjons et Dragons, qui étaient majoritaires. Ce fut aussi l'un des premiers jeux avec un personnage principal féminin et des animations lors des rencontres avec les monstres, et donnait la possibilité de voyages interplanétaires entre trois planètes. Un autre jeu de 1987, Miracle Warriors: Seal of the Dark Lord était un RPG en vue à la troisième personne avec un monde ouvert et une mini-carte dans un coin de l'écran.
Selon le développeur de Wizardry Roe R. Adams, les premiers jeux d'action-aventure "étaient essentiellement des jeux d'arcade dans un cadre de fantasy," citant Castlevania (1986) et Trojan (1986) comme exemples. IGN UK déploie l'argument que The Legend of Zelda (1986) "aida à cimenter un nouveau sous-genre de l'action-aventure", devenant un succès grâce à la façon dont il combinait des éléments de plusieurs genres pour faire un hybride intéressant, comme l'exploration, les énigmes basées sur l'inventaire comme dans les jeux d'aventure, une composante action, un système monétaire, , et un système pour gagner des niveaux comme dans un RPG mais sans points d'expérience. The Legend of Zelda fut la série de jeux d'action-aventure la plus prolifique jusqu'aux années 2000.
Le premier salon Nintendo Space World se déroula le 28 juillet 1989. Il s'agissait d'un salon de jeux vidéo organisé par Nintendo jusqu'en 2001. La même année, Phantasy Star II sur Mega Drive posa un certain nombre de conventions du genre RPG, comme une histoire épique, dramatique, centrée sur les personnages et des thèmes sérieux, et un système de combat basé sur la stratégie,. Le scénario du jeu était également unique, renversant l'histoire classique d'une invasion alien et présentant plutôt les terriens comme les envahisseurs adverses que comme les protagonistes défenseurs,. Sweet Home de Capcom, sur NES, avait un thème d'horreur japonaise moderne, et prépara le terrain pour le genre du survival horror , servant d'inspiration principale pour Resident Evil (1996),. Tengai Makyo: Ziria, qui sortit sur PC Engine CD la même année, était le premier RPG sur CD-ROM , et le premier du genre avec cinématiques et doublages. Le scénario du jeu était également original, se déroulant dans le Japon féodal avec une bonne dose d'humour ; les personnages et l'histoire étaient inspirés par le conte japonais Jiraiya Goketsu Monogatari. La musique du jeu fut également composée par le musicien reconnu Ryūichi Sakamoto.
Les années 1990 sont souvent désignées comme l'âge d'or des RPG sur console,. Les RPG sur console se distinguèrent un peu plus des RPG sur ordinateur au début des années 1990. Ils placèrent un plus grand accent sur l'histoire que les RPG sur ordinateur, avec l'une des plus grandes différences étant la représentation des personnages : les jeux de rôle américains de l'époque avaient des personnages sans histoire ou personnalité, faits pour servir d'avatar pour le joueur et ses interactions avec le monde, tandis que les jeux de rôle japonais sur console avaient des personnages prédéfinis avec des personnalités, tempéraments, et rapports avec les autres bien distincts, comme dans Final Fantasy et Lufia - les joueurs jouaient alors le rôle de personnages qui avaient des sentiments envers les autres, tombaient amoureux, ou avaient des familles. En particulier, le thème de l'amour était très courant dans les RPG console, mais une bizarrerie dans les RPG sur ordinateurs de l'époque. Les RPG japonais sur console avaient également un rythme plus enlevé et ressemblant à l'action-adventure par rapport à leurs équivalents américains sur ordinateur.Pendant les années 1990, les RPG sur console prirent l'ascendant.
En 1990, Dragon Quest IV inaugura un nouveau principe narratif, celui de séparer le scénario en des chapitres distincts,. Le jeu introduit également un système d'intelligence artificielle appelé "Tactiques", qui permettait au joueur de modifier les stratégies utilisées par les compagnons du héros, tout en gardant un contrôle total du héros. Final Fantasy III inventa le désormais classique "système de métiers", un système de progression pour les personnages qui permettait au joueur de changer la classe d'un personnage, ainsi que d'obtenir des nouvelles classes plus avancées, et combiner les capacités des classes, tout au long du jeu,. La même année sortit le jeu de Nintendo Fire Emblem: Shadow Dragon & the Blade of Light, un jeu qui devint le modèle pour le genre du RPG tactique, et le premier épisode de la série Fire Emblem. Un autre RPG de stratégie à noter cette année-là fut Bandit Kings of Ancient China de Koei, qui réussit à marier les genres "RPG de stratégie" et "jeu de gestion" s'inspirant de leur propre série de jeux Nobunaga's Ambition dont le premier épisode sortit en 1983. Toujours la même année, les premiers RPG se déroulant dans un futur post-apocalyptique sortirent, comme Digital Devil Story: Megami Tensei II,, et Crystalis, inspiré par le film d'Hayao Miyazaki Nausicaä de la vallée du vent. Crystalis fit aussi progresser le sous-genre de l'action RPG, en tant que véritable action RPG qui mariait l'action et combats en temps réel et le monde ouvert de The Legend of Zelda avec des niveaux et des sortilèges inspirés par les RPG traditionnels comme Final Fantasy. Il y eut aussi cette année-là Phantasy Star III: Generations of Doom, avec son scénario original et innovant avec différentes branches, s'étendant sur trois générations de personnages et avec des changements selon le personnage auquel se marie le protagoniste de chacune des générations, donnant lieu à quatre fins différentes possibles.
En 1991, Final Fantasy IV fut l'un des premiers jeux de rôle avec un scénario complexe et engageant, mettant bien plus l'accent sur l'évolution des personnages, les relations interpersonnelles, et un style de narration dramatique. Il inventa également un nouveau système de combats : le système "Active Time Battle", développé par Hiroyuki Ito, dans lequel le temps ne s'arrête pas. Le fait que les ennemis pouvaient attaquer ou être attaqués à n'importe quel moment contribua à rendre les combats plus prenants et frénétiques. Ce système de combat était révolutionnaire en tant qu'hybride entre les combats au tour par tour et ceux en temps réel, et le fait de requérir des joueurs plus de rapidité dans leurs réactions plaisait aux joueurs habitués aux jeux d'action.

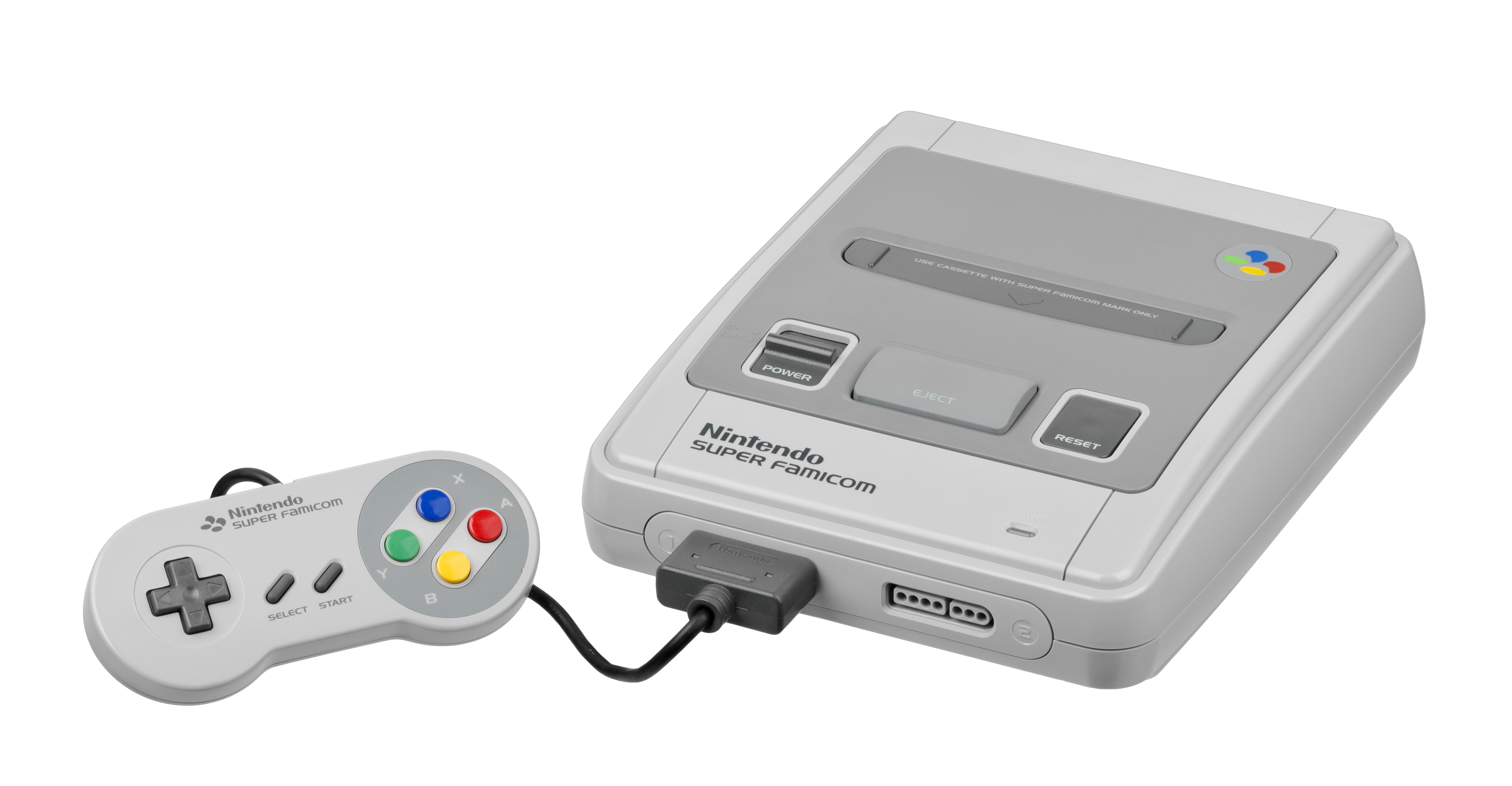
La Super Famicom, sortie le 21 novembre 1990.

Les dirigeants de Nintendo n'avaient au départ pas très envie de concevoir un nouveau système, mais à mesure que le marché transitionnait vers du matériel plus récent, Nintendo vit sa part de marché, construite par le succès de la NES, s'effriter. La console de quatrième génération de Nintendo, la Super Famicom, sortit au Japon le 21 novembre 1990 ; la première livraison de Nintendo, 300 000 unités, fut épuisée en quelques heures. Malgré une compétition féroce de la Mega Drive/Genesis, la Super Nintendo finit par passer en tête des ventes, avec 49,1 millions d'unités vendues dans le monde et continua à être populaire même après la sortie de la cinquième génération de consoles. Le positionnement de Nintendo sur le marché mettait l'accent sur les capacités audio et visuelles améliorées de ler machine, ainsi que la présence d'exclusivités Nintendo comme Super Mario World, The Legend of Zelda: A Link to the Past et Super Metroid.
Le début des années 1990 vit une grosse résurgence de l'arcade, amenée par la sortie en 1991 de Street Fighter II de Capcom, qui popularisa les jeux de combat compétitifs et redonna à l'arcade une popularité jamais vue depuis l'époque Pac-Man, ce qui créa une renaissance pour l'industrie de l'arcade au début des années 1990. Son succès amena une vague de nouveaux titres, la plupart dans le genre du jeu de combat, comme Fatal Fury: King of Fighters (1992) de SNK, Virtua Fighter (1993) de SEGA, et The King of Fighters (1994–2005) de SNK. En 1993, Electronic Games déclarait que "quand les historiens s'intéresseront aux salles d'arcade des années 1990, un des points essentiels de la forme artistique du jeu vidéo sera sans doute les thèmes de combat et d'arts martiaux", et les décrivit comme "la colonne vertébrale de l'industrie" de l'époque.
Un nouveau type de shoot 'em up émergea au début des années 1990 : connu sous les noms de "bullet hell", "manic shooters", "maniac shooters" et danmaku (弾幕, "barrage"), ces jeux exigeaient des joueurs qu'ils évitent un raz de marée de projectiles ennemis et demandait aux joueurs d'avoir des réactions encore plus précises et calibrées. Les jeux bullet hell naquirent de la nécessité pour les développeurs de shoot 'em up en 2D de résister à la vague de popularité des jeux 3D : le grand nombre de missiles sur l'écran simultanément était là pour impressionner les joueurs. Batsugun de Toaplan (1993) fut le précurseur et le moule du genre,, et Cave (fondé par des anciens employés de Toaplan, dont le créateur de Batsugun Tsuneki Ikeda, après la faillite de cette dernière) formalisant le genre en 1995 avec DonPachi. Les jeux bullet hell furent un palier pour le genre shoot 'en up, qui commença à se consacrer aux joueurs les plus dévoués,. Les jeux comme Gradius étaient plus difficiles que Space Invaders ou Xevious, mais les jeux bullet hell marquaient un recentrage du genre sur les fans du genre qui cherchaient encore plus de challenge. Tandis que les jeux de tirs avec protagonistes à pied évoluèrent vers la 3D, les séries populaires avec un certain historique comme Contra et Metal Slug continuèrent de sortir des nouveaux épisodes. Les rail shooters sont un genre qui n'a pas passé le cap de l'an 2000, avec juste Rez et Panzer Dragoon Orta qui rencontrèrent un succès d'estime.
En 1992, Dragon Quest V, sortit, un jeu remarqué pour son scénario touchant et émouvant, centré sur la famille et divisé par plusieurs périodes temporelles, un concept novateur à l'époque qui est resté relativement inédit depuis,. Ce fut aussi le premier jeu vidéo où les joueurs pouvaient incarner une femme enceinte, un concept qui est apparu depuis dans des jeux comme Story of Seasons. Les mécanismes de type "collectionnez les monstres" dans Dragon Quest V, où les monstres peuvent être vaincus, capturés, ajoutés à l'équipe, et peuvent gagner des points d'expérience et des niveaux, influença plus tard plusieurs franchises comme Pokémon, Digimon et Dokapon. Par la suite, le concept de tout collectionner dans un jeu, en termes de succès ou autres récompenses, est devenu très commun dans les jeux vidéo. Shin Megami Tensei, Shin Megami Tensei, sorti en 1992 sur Super Nintendo, innova avec un système d'alignment moral qui influençait la direction et le résultat de l'histoire, ce qui menait à plusieurs cheminements dans l'histoire et plusieurs fins. Ceci devint par la suite un concept-phare de la série Megami Tensei. Un autre RPG non-linéaire sorti cette année-là était Romancing Saga, un RPG à monde ouvert de Square qui proposait de nombreux choix et permettait aux joueurs de terminer les quêtes dans n'importe quel ordre, et la décision de faire une quête ou pas influençait la fin du jeu. Le jeu offrait également le choix entre huit personnages, chacun avec leur propre histoire, démarrant dans des lieux différents, et avec des résultats différents. Heracles no Eikō III de Data East, écrit par Kazushige Nojima, était centré sur un immortel sans nom et souffrant d'amnésie, thème que Nojima revisita plus tard dans Final Fantasy VII et Glory of Heracles. Le portage TurboGrafx-CD de Dragon Knight II de la même année est notable pour être le premier avec du contenu érotique sur consoles,[réf. nécessaire] bien que le contenu érotique étair courant dans les RPG japonais sur ordinateurs depuis le début des années 1980. La même année, Game Arts démarra la série des Lunar sur Sega CD avec Lunar: The Silver Star, un des premiers JRPG sur CD-ROM à succès, avec des répliques doublées, et considéré comme l'un des meilleurs RPG de l'époque. Le jeu fut également remarqué pour sa bande originale, son scénario avec une grande résonance émotionnelle, et ses personnages bien définis. Il inventa également une forme d'ajustement au niveau, avec des boss rendus plus forts selon le niveau du protagoniste, un mécanisme utilisé plus tard dans The 7th Saga de Enix et généralisé à tous les ennemis dans Romancing Saga 3 de Square et plus tard à Final Fantasy VIII.
Les graphismes polygonaux en 3D furent popularisés par les jeux Sega Model 1 Virtua Racing (1992) et Virtua Fighter (1993), suivis par des jeux de course comme le jeu pour Namco System 22 Ridge Racer (1993) et celui pour Sega Model 2 Daytona USA, et les jeux de tir au pistolet optique comme Virtua Cop de Sega (1994), qui eurent tous un succès considérable sur bornes d'arcade.
En 1993, Secret of Mana de Square, deuxième épisode de la série des Mana, intégra pour la première fois dans le genre de l'action RPG la possibilité de jouer en mode coopératif. Le jeu fut créé par l'équipe qui créa les trois premiers épisodes de Final Fantasy : Nasir Gebelli, Koichi Ishii, et Hiromichi Tanaka. Le jeu fut acclamé par la critique, pour son système innovant de combat en temps réel qu'il était possible de mettre en pause,, son système de menus "Ring Command", son gameplay innovant en multijoueur coopératif, où le deuxième et troisième joueur pouvaient rejoindre ou partir du jeu à n'importe quel moment plutôt qu'un système où tous les joueurs doivent être présents au début, et les paramètres modifiables pour les IA des alliés contrôlés par les ordinateurs. Le jeu eut une influence sur de nombreux jeux action RPG ultérieurs,. La même année, Phantasy Star IV: The End of the Millennium, introduisit le concept de manœuvres de combat programmables, des "macros", pour que le joueur puisse calibrer l'IA de son groupe pour faire des combos d'attaque personnalisés. Romancing Saga 2, , la même année, approfondit le gameplay non-linéaire de son prédecesseur. Alors que dans le premier jeu les scénarios changeaient selon les choix de dialogues pendant les conversations, Romancing Saga 2 allait plus loin en proposant des histoires uniques pour chaque personnage qui pouvaient changer selon les actions du joueur, selon qui est choisi ce qui a été dit dans une conversation, quels évènements se sont passés, et la compostion de l'équipe. PCGamesN a écrit que Romancing SaGa 2 a jeté les bases du RPG japonais moderne, avec sa conception en monde ouvert, progressif, et non-linéaire, et ses thèmes subversifs.
En 1994, Final Fantasy VI se détacha du cadre mediéval de ses prédécesseurs, se déroulant plutôt dans un cadre steampunk. Le jeu fut acclamé par la critique et est considéré comme l'un des plus grands RPG de tous les temps, avec des améliorations comme des thèmes encore plus larges, ses personnages, son scénario à choix multiples, et ses variations de gameplay. Final Fantasy VI traitait de thèmes adultes comme le suicide, les crimes de guerre, l'abandon parental, la grossesse à l'adolescence, et faire le deuil de la mort de proches. Le jeu de Square Live A Live, sorti au Japon sur Super Famicom, avait 8 personnages et histoires différentes, les 7 premières histoires se déroulant dans n'importe quel ordre choisi par le joueur, ainsi que 4 fins différentes. Le chapitre du ninja, en particulier, était un des premiers exemples d'éléments d'infiltration dans un RPG, demandant au joueur de pénétrer dans un château et le récompensant si le chapitre était complété en évitant tous les combats. Les autres chapitres avaient des innovations similaires, comme le chapitre d'Akira dans lequel le personnage utilise des pouvoirs télépathiques pour découvrir des informations. Robotrek de Quintet et Ancient était un prédécesseur de Pokémon, au sens où le protagoniste ne combat pas lui-même, mais envoie ses robots au combat. Comme dans Pokémon, Robotrek était fait pour un public jeune, permettait de composer sa propre équipe, et chaque robot était stocké dans une balle.
FromSoftware sortit son premier jeu vidéo, King's Field, présent dans le line-up de lancement de la PlayStation en 1994. On attribua plus tard la paternité du jeu au fondateur de l'entreprise, Naotoshi Zin, qui fut une figure majeure dans la création de la série. Le succès rencontré par le premier King's Field mena à la création de suites, créant de fait la série des King's Field,. Le game design de King's Field influença plus tard d'autres jeux de From Software comme Shadow Tower, Demon's Souls, et la série des Dark Souls, qui propulsa FromSoftware vers une renommée internationale,,.
En 1995, Romancing Saga 3 de Square montrait une histoire pouvant être racontée différemment selon les points de vue de 8 personnaged, et créa un système d'ajustement du niveau des ennemis, qui se renforcent à mesure que le joueur gagne en niveau, une mécanique qui fut utilisée plus tard par de nombreux RPG comme Final Fantasy VIII. Sakura Wars de Sega pour la Saturn combinait des combats en tactical RPG avec des éléments de dating sim et de visual novel, dont un système de dialogues à embranchements en temps réel où le joueur doit durant un évènement ou une conversation choisir une action ou une réplique en temps limité ou ne rien faire ; le choix (ou non) du joueur affecte les relations de son personnage avec les autres, et donc la performance des personnages en combat, la direction de l'histoire, et la fin. Les épisodes suivants ajoutèrent plusieurs variations, dont une jauge d'action qui peut être augmentée ou diminuée selon la situation, et une jauge manipulable avec le stick analogique selon la situation. Le succès de Sakura Wars donna naissance à une vague de jeux combinant les genres du RPG et des dating sim, comme Thousand Arms en 1998, Riviera: The Promised Land en 2002, et Luminous Arc en 2007.
Le genre du survival horror fut fondé par Resident Evil de Capcom (1996), qui fut à l'origine du terme et codifia le genre. Le jeu était inspiré par Sweet Home de Capcom (1989), auquel on appliqua rétroactivement la dénomination de survival horror.
Le premier Tokyo Game Show fut organisé en 1996. Entre 1996 et 2002, le salon se tenait deux fois par an, au printemps et à l'automne (dans le Tokyo Big Sight). Le salon se tient une fois par an depuis 2002. Le nombre de visiteurs grandit chaque année : le salon de 2011 attira 200 000 visiteurs, celui de 2012 223 753, et la plus grande affluence fut en 2016 avec 271 224 visiteurs et 614 entreprises avec un stand. Le salon a été organisé chaque année depuis 1996 sans interruption.
La FM Towns Marty de Fujitsu est considérée comme la première console 32 bits au monde (avant l'Amiga CD32 et la 3DO), et Fujitsu la sortit uniquement au Japon, le 20 février 1993. Cependant, elle n'eut que peu d'impact sur le marché de par son prix important par rapport à d'autres consoles et son incapacité à rivaliser avec les micro-ordinateurs,. Vers le milieu des années 1990, la cinquiète génération de consoles de salon, la Sega Saturn, la PlayStation, et la Nintendo 64, étaient capables d'afficher de la vraie 3D, ainsi que du son et des graphismes 2D améliorés par rapport à la génération précédente. Vers 1995, les ordinateurs personnels rattrapèrent ce retard, avec les cartes accélératrices 3D. Cela étant, les bornes d'arcade comme la Sega Model 3 continuaient à aller bien plus loin que les consoles et PC de la fin des années 1990,.
La révolution suivante vint avec la popularisation des graphismes en 3D et des disques optiques dans les consoles de cinquième génération. Les conséquences pour les RPG furent énormes - des quêtes plus longues et plus exigeantes, une meilleure qualité audio, et de la full-motion video. Un exemple majeur de ces améliorations fut le succès phénoménal de Final Fantasy VII en 1997, considéré comme l'un des jeux les plus importants de tous les temps, comparable à Star Wars dans l'industrie du cinéma. Avec un budget de production de 45 millions de dollars, un record, l'étendue des ambitions de Final Fantasy VII mit la barre encore plus haut pour le genre, avec un monde à explorer encore plus grand, une quête principale encore plus longue, des quêtes annexes encore plus nombreuses, des douzaines de minijeux, et une qualité de production encore plus grande, avec des innovations comme l'utilisation de personnages en 3D sur des fonds précalculés, des batailles avec plusieurs angles de vue au lieu d'un seul, et pour la première fois des vidéos d'animation précalculées mais intégrées dans le gameplay, et tout au long du jeu. Les innovations de gameplay comprenaient le système de matérias, qui permettaient une grande variété de personnalisation et de flexibilité via les matérias qui pouvaient être combinées de plusieurs façons et échangées entre personnages n'importe quand ; ainsi que le concept de limite, des attaques spéciales utilisables quand une jauge de limite d'un personnage est remplie, après avoir pris suffisamment de coups ennemis. Final Fantasy VII continue de figurer sur les listes de meilleurs jeux vidéo de tous les temps, abec son gameplay bien rôdé, sa jouabilité, sa production qui ne lésinait pas sur les moyens, son scénario complexe, et une histoire émouvante explorant des thèmes plus sombres et plus sophistiqués de la plupart des autres RPG. La narration et l'évolution des personnages furent considérés comme une avancée majeure dans la narration dans le jeu vidéo, et on les compara à l'époque à des romans ou des films.
L'un des RPG japonais les plus anciens, The Dragon and Princess de Koei (1982), avait un système de combat tactique au tour par tour,. Bokosuka Wars de Koji Sumii, à l'origine sorti sur l'ordinateur Sharp X1 en 1983 puis porté sur NES en 1985, est reconnu comme fondateur du genre tactical RPG , appelé au Japon "simulation RPG", qui mélange des notions de RPG à des éléments de jeu de stratégie. Le genre naquit avec le jeu qui fit office de modèle pour les tactical RPG, Fire Emblem: Shadow Dragon & the Blade of Light (1990).
Le shoot 'em up de Treasure Radiant Silvergun (1998), introduisit un élément narratif peu commun dans le genre. Il fut acclamé par la critique pour son design, mais sortit uniquement au Japon, et reste un objet très recherché par les collectionneurs. Son successeur Ikaruga (2001) avait des graphismes améliorés et fut lui aussi considéré comme l'un des meilleurs jeux du genre. Ces deux jeux furent plus tard publiés sur le Xbox Live Arcade,,. La série des Touhou Project , qui s'étale sur 22 ans et 27 jeux jusqu'à 2018, figure dans le livre Guinness des records depuis octobre 2010 en tant que "série de jeux de tirs faits par des fans avec le plus d'épisodes". Le genre renaquit de ses cendres grâce aux services en ligne de la Xbox 360, de la PlayStation 3 et de la Wii, mais les shoot 'em ups sont toujours populaires dans les salles d'arcade japonaises auprès d'une niche de passionnés. Geometry Wars: Retro Evolved sortit sur Xbox Live Arcade en 2005 et se démarqua des jeux casual et des ré-éditions disponibles sur le service. Sur PC, il y eut également un certain nombre de shoot 'em ups dōjin comme Crimzon Clover, Jamestown: Legend of the Lost Colony, Xenoslaive Overdrive, et la série des eXceed. Cependant, malgré le fait que le genre est toujours populaire auprès d'un petit groupe de mordus du genre, les développeurs de shoot 'em up ont de plus en plus de mal à joindre les deux bouts et rivaliser avec les consoles de salon puissantes et la concurrence d'autres genres.

### 2005–2015

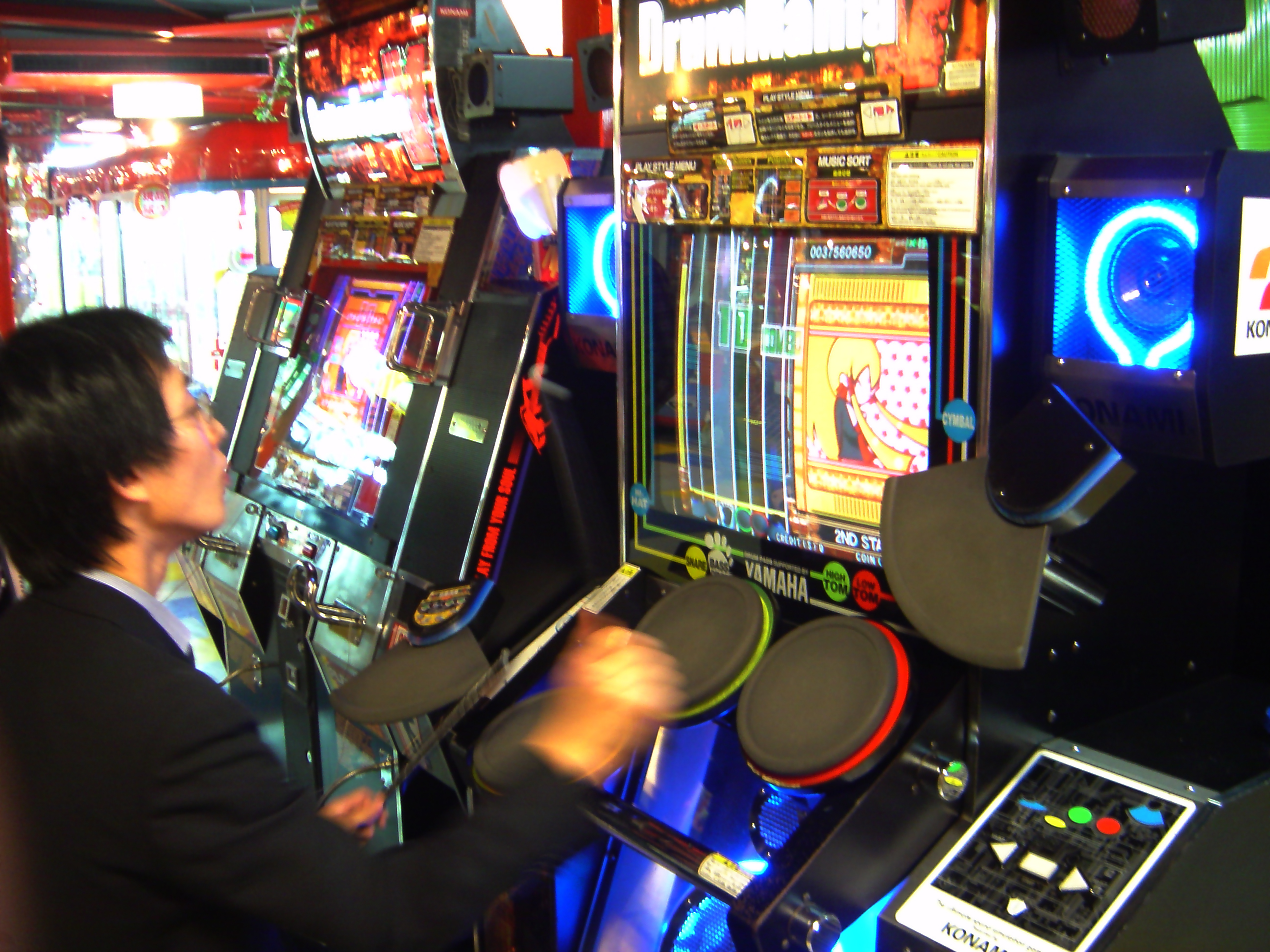
Un homme jouant à un jeu d'arcade de batterie (Drummania) à Tsukuba, dans l'Ibaraki, en 2005.

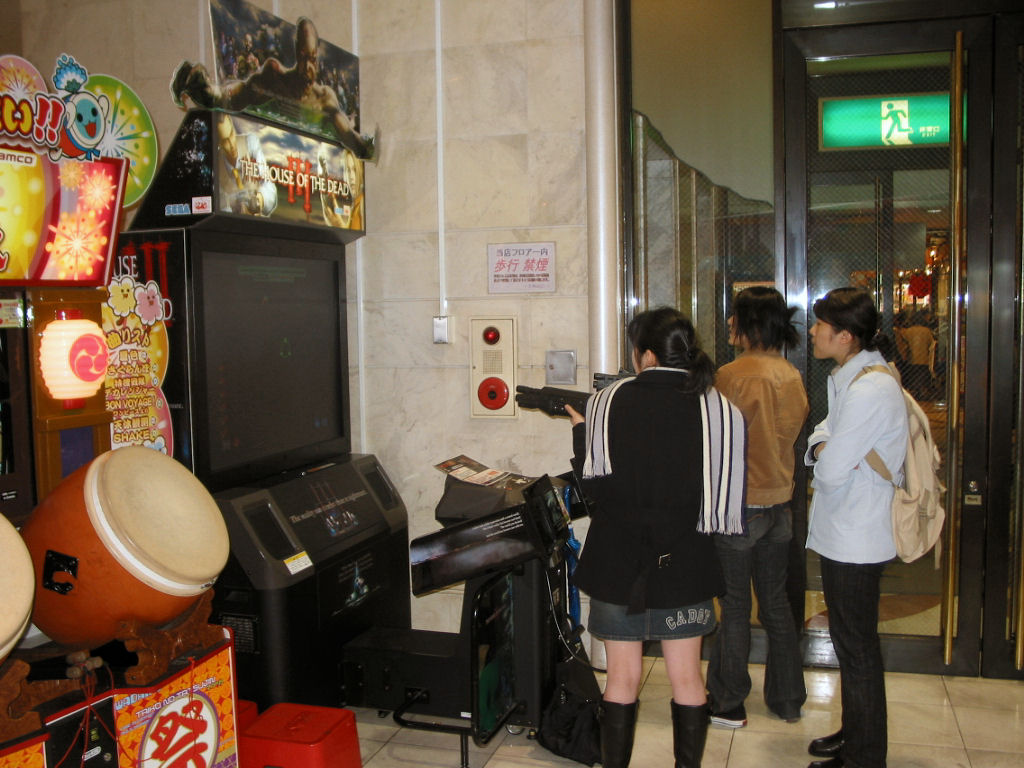
Un groupe de femmes jouant à The House of the Dead III dans une salle d'arcade japonaise en 2005.

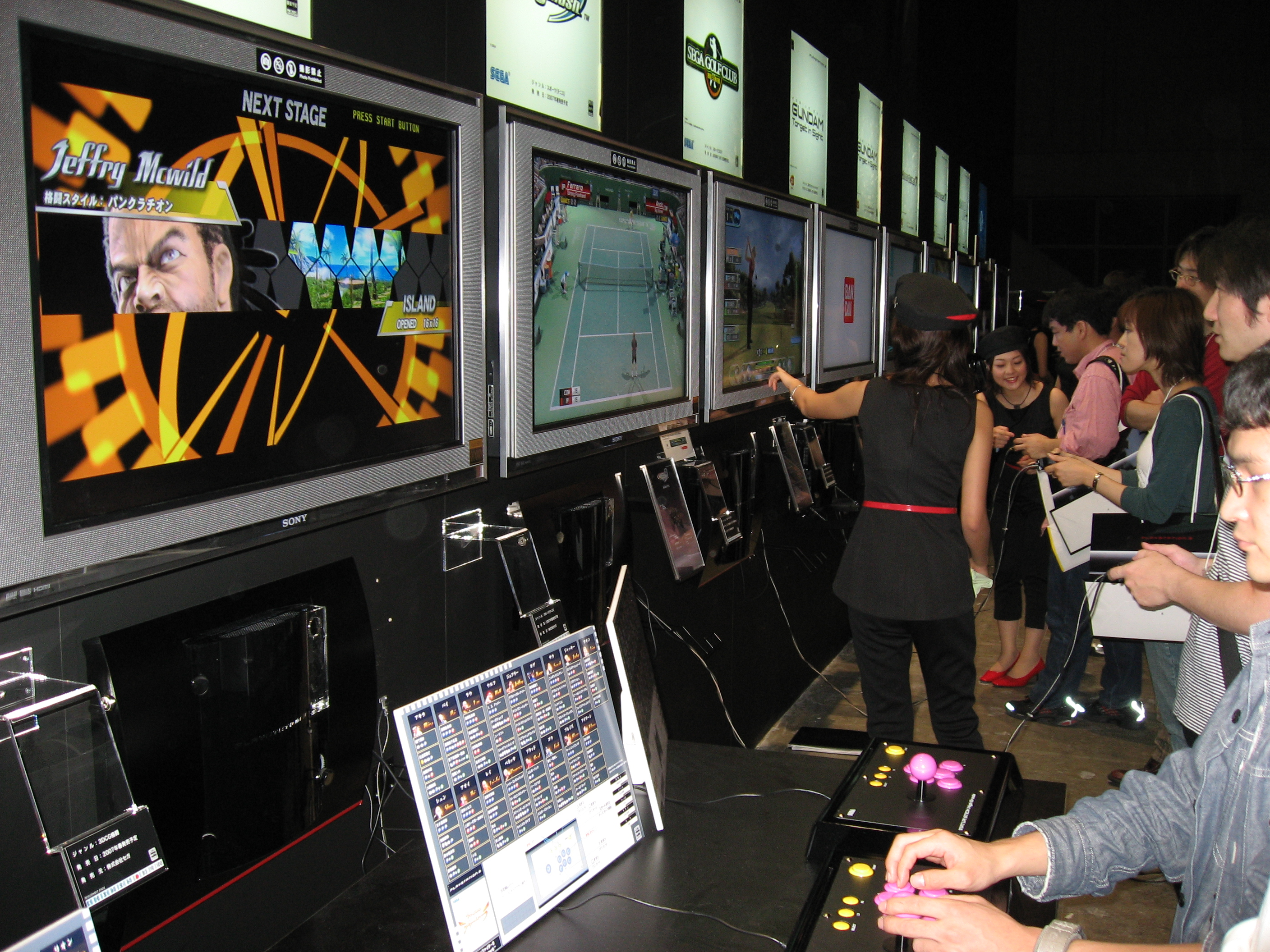
La PlayStation 3 au Tokyo Game Show en 2006

En 2002, l'industrie vidéoludique japonaise pesait pour 50% du marché mondial ; ce nombre déclina à environ 10% en 2010. Cette contraction de leur part de marché fut attribuée à une différence de goûts entre les publics japonais et occidentaux,, ainsi que la récession économique du pays.
Nintendo vit des revenus, ventes, et profits atteindre des records en 2009 après la sortie de la Nintendo DS en 2004 et de la Wii en 2006,,, mais leurs revenus diminuèrent dans les années suivantes,.
En 2009, FromSoftware publia Demon's Souls sur PlayStation 3, ce qui leur donna une renommée internationale. Son successeur spirituel, Dark Souls, sortit en 2011. Dark Souls II sortit en mars 2014, et Dark Souls III en 2016. D'autres jeux FromSoftware inspirés par la série des Dark Souls, Bloodborne (2015) et Elden Ring (2022), furent salués par la critique et se vendirent très bien. Ces jeux ont aussi reçu de nombreux prix, principalement dans la catégorie RPG, dont plusieurs prix "RPG de l'année" et "Jeu de l'année",,,. Depuis leur sortie, Dark Souls et Bloodborne ont été nommés par plusieurs publications comme parmi les meilleurs jeux de tous les temps,,.
Le déclin de l'industrie des développeurs de jeux vidéo japonais pendant cette période fut partiellement attribué au processus de développement traditionnel. Les entreprises japonaises furent critiquées pour leurs longs temps de développement et des jeux qui tardaient à sortir sur les consoles de salon, leur sous-utilisation de moteurs de jeux externes, et leur insularité et incapacité à plaire à un marché mondialisé. Yoichi Wada déclara en 2009 que l'industrie vidéoludique japonaise était devenue « presque xénophobe ». Il déclara également : « le retard par rapport aux États-Unis est très clair. L'industrie vidéoludique américaine n'était pas bonne par le passé mais désormais elle a attiré des gens de l'industrie du génie logiciel et de Hollywood, ce qui a mené à une croissance forte, ». Au Tokyo Game Show de 2010, Keiji Inafune déclara que « Tout le monde fait des jeux mauvais - le Japon a au moins 5 ans de retard » et que « le Japon est isolé dans le monde du jeu vidéo. Si rien ne change, on court à la catastrophe », ajoutant que les développeurs japonais devaient importer les approches occidentales de création de jeu vidéo pour pouvoir espérer faire un comeback.
Cette réputation d’isolationnisme tenait aussi au fait que les jeux développés dans des pays occidentaux ne rencontrèrent pas le succès au Japon, alors que les occidentaux étaient prêts à jouer aux jeux japonais,,,. Les jeux étrangers se vendent généralement moins bien au Japon à cause de différences d'attentes entre les cultures en termes d'expériences d'évasion. Les efforts de Microsoft pour la promotion de sa Xbox et Xbox 360 au Japon ne rencontrèrent pas le succès, et ils eurent du mal à rester dans la course avec Sony et Nintendo sur ce marché.
Cependant, comme mentionné ci-dessus, les jeux console japonais devinrent moins populaires, même dans leur propre pays, à partir de 2013,,.
Dans le paysage vidéoludique japonais, les salles d'arcade continuent d'être populaires de nos jours. En 2009, les salles d'arcade générèrent 6 milliards de dollars, sur les 20 milliards de dollars du marché du jeu vidéo ; ceci représentait le secteur le plus important, devant les jeux consoles (3,5 milliards) et les jeux mobile (2 milliards). Par exemple, en 2005, la majorité des revenus de Namco provenait des salles d'arcade dont ils étaient propriétaires/opérateurs. Avec le retrait de plusieurs compagnies du marché de l'arcade, par exemple Capcom, Sega devint l'acteur dominant dans le secteur, contrôlant 60% du marché en 2006. Malgré le déclin de l'arcade dans le monde, les entreprises japonaises eurent des revenus records pendant 3 années consécutives durant cette période. Cependant, à cause de la crise économique, l'industrie de l'arcade au Japon est aussi sur le déclin, passant de 702,9 milliards de yen (8,7 milliards de dollars) en 2007 à 504,3 milliards de yens (6,2 milliards de dollars) en 2010, et 470 milliards de yens en 2013.
Dans les années 2010, les RPG japonais redevinrent populaires sur PC, avec une croissante importante de RPG japonais publiés sur la plateforme Steam. Ceci démarra avec la sortie en 2010 du jeu doujin/indépendant Recettear (2007) sur Steam, qui se vendit à plus de 500 000 exemplaires sur la plateforme. Ceci mena la voie à d'autres jeux japonais doujin/indépendants qui sortirent sur Steam les années suivantes.
Mais ce ne fut pas limité aux titres indépendants ; 2012 marqua un tournant avec la sortie de la série des Ys de Nihon Falcom sur Steam, puis la sortie Steam de Dark Souls de From Software, qui se vendit à des millions d'exemplaires sur la plateforme. D'autres RPG japonais apparurent ensuite sur Steam, comme Valkyria Chronicles, auparavant un titre de niche qui se vendit à plus d'un million d'exemplaires sur la plateforme, ainsi que d'autres jeux qui se vendirent à des centaines de milliers d'exemplaires comme la traduction en 2014 de The Legend of Heroes: Trails in the Sky et les portages de nombreux jeux Final Fantasy. Les développeurs japonais commencent alors à considérer Steam comme une plateforme de vente viable, et de nombreux RPG japonais y firent leur apparition.
En 2015, le Japon était le quatrième marché le plus important pour le jeu PC, derrière la Chine, les États-Unis, et la Corée du Sud. Le moteur de jeu japonais RPG Maker avait également rencontré un grand succès sur Steam, avec des centaines de jeux commerciaux réalisés avec RPG Maker sortant sur Steam chaque année.
De nos jours, le Japon est le plus grand marché pour le jeu mobile au monde. Le marché japonais actuellement devient de plus en plus dominé par le jeu mobile, qui généra par exemple plus de revenus en 2013 (5,1 milliards de dollars) que le marché de la console.
Les anciens rivaux de l'industrie de l'arcade, Konami, Taito, Bandai Namco Entertainment et Sega, travaillent maintenant ensemble à ce que le marché de l'arcade reste vibrant. Cela se voit par le partage des réseaux d'arcade, et le fait que les salles d'arcade aient des bornes de toutes les entreprises plutôt que seulement des bornes de leurs propres studios.

### Depuis 2016

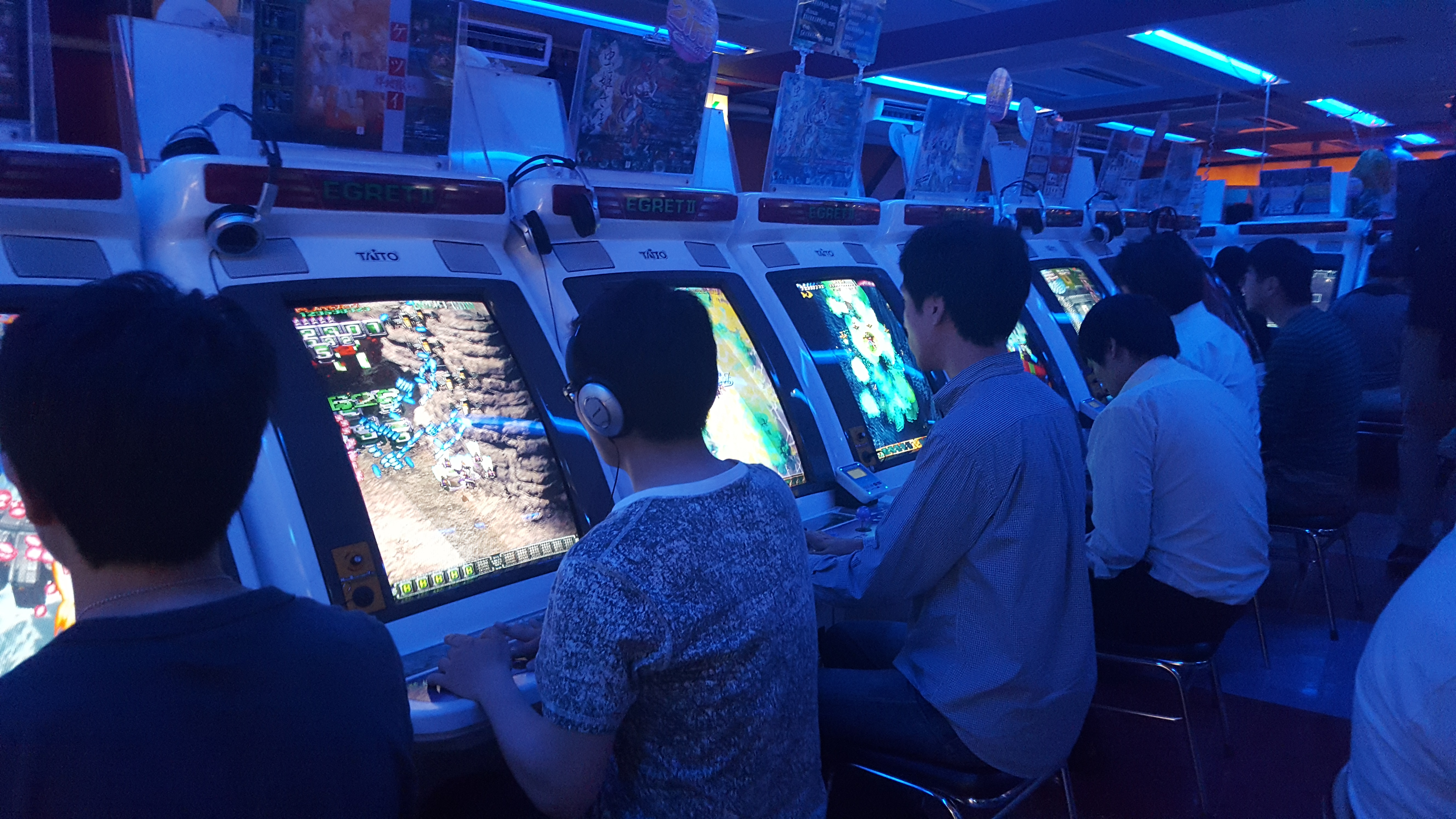
Des joueurs japonais dans une salle d'arcade de shoot 'em up de Akihabara, à Tokyo. (2017)

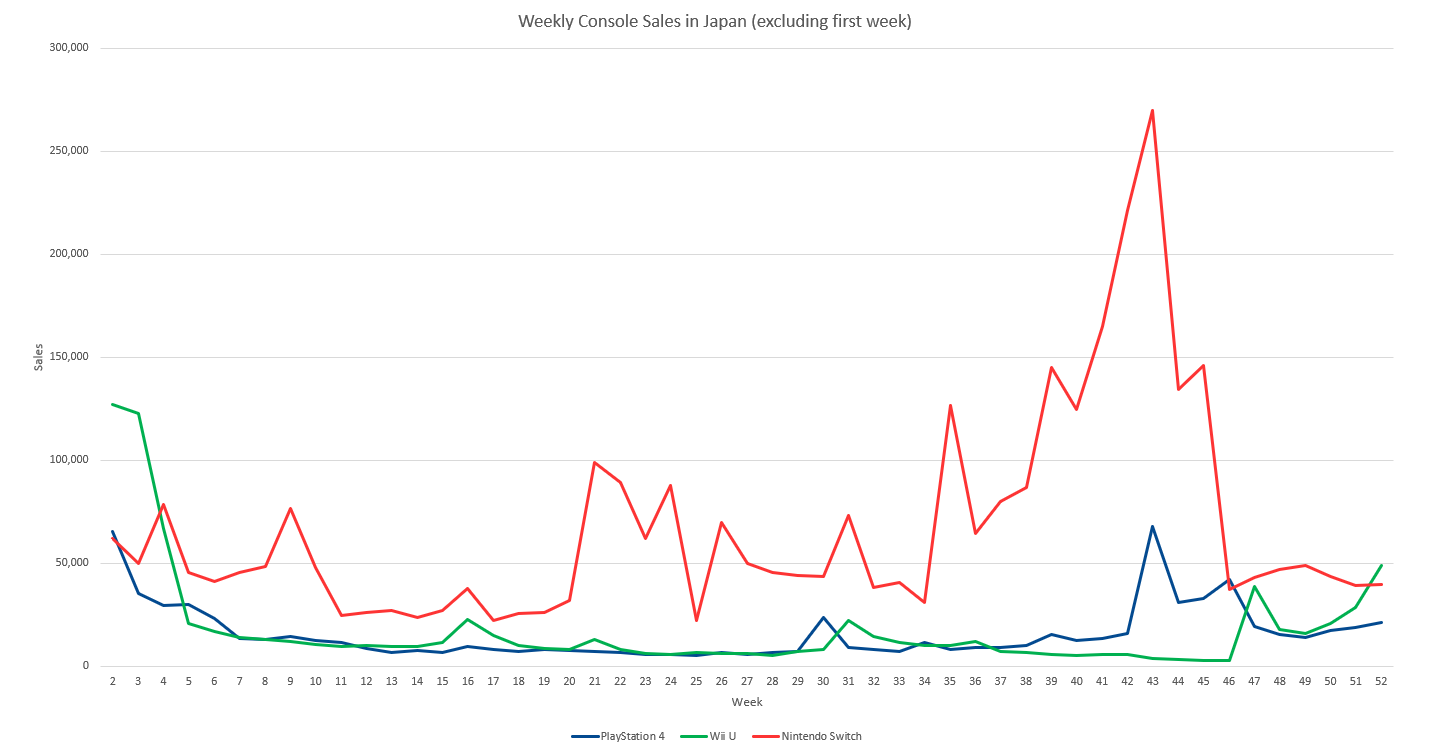
Un graphe montrant les ventes durant la première année de la Nintendo Switch (rouge), Wii U (vert), and PlayStation 4 (bleu) au Japon.

La huitième génération de consoles comporte principalement les consoles de salon Wii U sortie en 2012, la famille des PlayStation 4 en 2013; les consoles portables Nintendo 3DS (2011), Nintendo 2DS (2013), et PlayStation Vita (2011); ainsi que la première console hybride, la Nintendo Switch, sortie en 2017, qui se jouait comme une console portable mais pouvait être insérée dans un "dock" et être jouée comme une console de salon. À la différence des générations précédentes, cette génération ne se distingue pas vraiment par des grandes nouveautés matérielles innovantes. Sony continua de produire des nouveaux systèmes similaires aux précédents en termes de fonctionnalités et de look, mais avec une plus grande performance (vitesse de processeur, graphismes haute résolution, agrandissement de la capacité de stockage) qui amena les consoles plus près d'une confluence avec les ordinateurs, et continuant d'explorer la distribution numérique des jeux et les jeux de type "service"(avec serveurs, abonnements, mises à jour, etc.). Les jeux contrôlés par le mouvement comme ceux vus pour la septième génération n'étaient plus aussi populaires, mais les consoles se préparaient pour les avancées promises par la réalité virtuelle ; Sony sortit le PlayStation VR en 2016,.
Bien que les cycles précédents de générations de consoles duraient entre 5 et 6 ans, la transition entre la septième et la huitième génération dura environ 8 ans. La transition fut aussi inhabituelle en cela que la console la plus vendue de la septième génération, la Wii, fut la première à être remplacée dans la huitième génération. En 2011, Sony se considéraient comme à la moitié d'un cycle de 10 ans pour leur septième génération,. Le président de Nintendo Satoru Iwata avait déclaré que son entreprise sortirait la Wii U à cause du déclin de la septième génération de consoless et que « le marché est en attente de propositions nouvelles pour les consoles de salon ». Sony envisagea faire de sa nouvelle console une machine qui ne lirait que des jeux au format numérique, mais se ravisa par crainte des grandes différences dans les vitesses de connexion à travers le monde, en particulier dans les pays en développement.
Nintendo annonça le 13 septembre 2012 que la Wii U sortirait au Japon le 8 décembre 2012. La PlayStation 4 et la Wii U utilisent des processeurs graphiques AMD, et la PlayStation 4 utilise également des processeurs de calcul AMD sur une architecture x86-64, similaire à la plupart des ordinateurs personnels (par opposition à l'architecture IBM PowerPC de la génération précédente). Nintendo et Sony ne savaient pas qu'ils utilisaient tous les deux du matériel AMD avant d'annoncer leurs consoles. Cette décision fut considérée comme une bonne chose pour le développement multi-platformes, grâce aux similarités grandissantes entre le matériel des PC et celui des consoles.
En octobre 2013, le site marchand Play.com annonça que ses ventes de Wii U avaient cru de 75 %. L'entreprise prédit aussi que la Wii U serait plus populaire chez les enfants pour la période des fêtes de fin d'année que ses rivales la PlayStation 4 et la Xbox One. Après la sortie de Wii Party U le 31 octobre au Japon, les ventes hebdomadaires de la Wii U attinrent un pic de 38 802 unités vendues. Pendant les deux premières semaines de décembre, la Wii U était la console la plus vendue au Japon, avec 123 665 ventes. Pendant l'année fiscale 2013 (jusqu'au premier trimestre de l'année calendaire), Nintendo vendit 23,7 millions de consoles. Au 26 février 2014, led ventes de Wii U avaient dépassé celles de la Xbox 360 au Japon. Cependant, en juin 2015, la production de la Wii U basique s'arrêta et fut remplacée par une version "Premium" 32 Go avec une console blanche et une Wii Remote Plus,. Nintendo annonça mi-novembre 2016 que la production au Japon de la Wii U s'arrêterait « dans un futur proche ».
La PS4 sortit le 22 février 2014 au Japon pour un prix de 39 980 yens. En septembre 2015, Sony réduisit le prix de la PS4 au Japon à 34 980 yens, accompagné par des baisses de prix similaires dans les autres marchés de l'Asie du Sud-Est. Pendant les deux premières semaines après sa sortie au Japon, 322 083 consoles se vendirent. Le nombre de jeux PS4 vendus dépassa 20,5 millions le 13 avril 2014. Pendant l'année fiscale japonaise 2013, la demande soutenue pour les PS4 plaça Sony à la tête des ventes mondiales, surpassant Nintendo pour la première fois en 8 ans.
Depuis 2016, les jeux vidéo japonais vivent une résurgence,,, accompagnée d'une renaissance de l'industrie vidéoludique japonaise,. En 2017, les jeux vidéo japonais eurent encore plus de succès commercial et critique,. En 2016, le succès mondial dePokémon Go aida Pokémon Soleil et Lune à battre des records à travers le monde. Final Fantasy XV fut aussi un grand succès, se vendant par millions d'exemplaires. D'autres RPG japonais la même année rencontrèrent un succès commercial ou critique comme Dragon Quest VII : La Quête des vestiges du monde, Shin Megami Tensei IV: Apocalypse, Bravely Second, Fire Emblem Fates, Dragon Quest Builders, World of Final Fantasy, Exist Archive: The Other Side of the Sky et I Am Setsuna.
Anticipant la sortie de sa nouvelle console, la Nintendo Switch, une console hybride, Nintendo avait planifié de diminuer la production de la Wii U. Nintendo annonça la fin de sa production le 31 janvier 2017,. Les résultats de l'entreprise montraient un déficit en 2012 pour la première fois depuis sa transition vers une entreprise de jeux vidéo, avant la sortie de la Wii U, ainsi que les années suivantes à cause des ventes faibles de la console. Le New York Times attribua la baisse des prédictions financières de Nintendo 2014 aux ventes faibles de consoles face au marché du jeu mobile. Avant cela, l'entreprise hésitait à entrer sur le marché du mobile, avec son président Satoru Iwata allant même jusqu'à déclarer qu'ils « ne seraient plus Nintendo » et qu'ils perdraient leur identité s'ils tentaient d'y entrer. Trois ans avant la sortie de la Switch, Iwata, Tatsumi Kimishima, Genyo Takeda, et Shigeru Miyamoto créèrent une stratégie pour revitaliser le modèle commercial de Nintendo, ce qui comprenait une entrée sur le marché du mobile, une nouvelle console, et "maximiser leur propriété intellectuelle". Avant sa mort, Iwata parvint à négocier une alliance avec le portail de jeu sur mobile DeNA pour qu'ils développent des jeux mobiles basés sur les franchises Nintendo, ce qui selon eux ne compromettrait pas leur identité,. Après la mort d'Iwata en juillet 2015, Kimishima fut nommé président de Nintendo, et Miyamoto fut promu au rang de "Creative Fellow".
La Switch sortit officiellement le 3 mars 2017 au Japon au prix recommandé de 29 980 yens. Le design de la Switch avait pour idée d'homogénéiser un marché polarisé avec une console qui pourrait jouer des jeux vidéo "de détente" ainsi que des jeux demandant un engagement plus profond, selon Shinya Takahashi et Yoshiaki Koizumi, respectivement directeur général et directeur général adjoint de la branche Entertainment Planning & Development Division (EPD) de Nintendo. Cette approche s'appliquerait aussi aux différences de culture et d'habitudes de jeu entre les joueurs japonais et occidentaux ; les joueurs japonais ont tendance à jouer à plusieurs ou en transit, alors que les joueurs occidentaux jouent tous seuls chez eux. Le design de la Switch plairait aux deux cultures, et certains jeux, comme 1-2-Switch, pourraient potentiellement rendre le jeu vidéo en groupe plus acceptable dans la culture occidentale. Deux éléments clés pour toucher ce marché mixte étaient le fait que la console pouvait être jouée sur une télévision ou en mode portable, et l'utilisation de manettes détachables. Au Japon, les ventes du premier weekend furent supérieures à 330 000 unités, environ le même chiffre que celui du lancement de la PlayStation 4,. Media Create estima que plus de 500 000 Switch se vendirent au Japon le premier mois, dépassant le score de la PlayStation 4.
Les ventes de console au Japon, qui avaient stagné à cause du marché du jeu mobile florissant, eut une croissance de 14,8% en 2017 avec le lancement de la Switch. Grâce à ses ventes la première année, la Switch fut considérée comme la console de jeu vidéo se vendant le plus vite dans l'histoire, et ce dans de nombreuses régions. En particulier au Japon, où d'après Media Create, les ventes de l'année 2017, de 3,2 millions d'unités, dépassèrent les 3 millions de PlayStation 2 vendues la première année,, tandis que Famitsu rapporta que ces ventes avaient dépassé le nombre total de Wii U vendues dans le pays, et contribuèrent à la première année de croissance du marché console au Japon en 11 ans. En mai 2019, la Switch s'était plus vendue que la PS4 au Japon.
En 2017, les RPG japonais connurent un succès commercial et critique encore plus important,. L'année commença bien avec Gravity Rush 2, suivi de Yakuza 0, que certains critiques considèrent comme le meilleur épisode de la série Yakuza, Nioh et l'un des meilleurs systèmes de combat de la huitième génération, puis Nier Automata avec l'un des meilleurs gameplay et narration des dernières années. Persona 5 gagna le prix de Meilleur RPG aux Game Awards 2017. Certains RPG japonais que l'on considérait auparavant comme des produits de niche devinrent des jeux mainstream dépassant le million de ventes en 2017, dont Persona 5, Nier: Automata, Nioh, et Xenoblade Chronicles 2 sur la Nintendo Switch. D'autres sorties notables de RPG japonais en 2017 furent Dragon Quest VIII sur Nintendo 3DS, Tales of Berseria, Valkyria Revolution, Ever Oasis, Final Fantasy XII: The Zodiac Age, Ys VIII, Etrian Odyssey V, Dragon Quest Heroes II, The Legend of Heroes: Trails in the Sky the 3rd, Fire Emblem Echoes: Shadows of Valentia, Final Fantasy XIV: Stormblood, and Tokyo Xanadu. En 2018, Monster Hunter: World se vendit à plus de 10 millions d'exemplaires, devenant le jeu le plus vendu de Capcom, et Octopath Traveler de Square Enix se vendit à plus d'un million d'exemplaires.
Sony sortit la PlayStation 5 en 2020, en mettant l'accent sur le fait qu'ils voulaient une transition en douceur, avec les jeux PlayStation 4 directement rétro-compatibles sur cette nouvelle console. Sony déclara que "la grande majorité" des jeux PlayStation 4 pourraient être joués sur PlayStation 5, et nombre d'entre eux tourneraient à des résolutions et fréquences de rafraîchissement améliorées.